# برنارد مكمان
برنارد مكمان (بالإنجليزية: Bernard McMahon)‏ هو حدائقي وعالم نبات أيرلندي وأمريكي، ولد في 1775، وتوفي في 18 سبتمبر 1816 في فيلادلفيا في الولايات المتحدة.